# Franz Schubert
Franz Peter Schubert (Lichtenthal kraj Beča, 31. siječnja 1797. – Beč, 19. studenog 1828.), austrijski skladatelj.
Jedan od prvih i glavnih predstavnika romantizma u glazbenom stvaralaštvu. U kratkom stvaralačkom razdoblju od 18 godina stvorio je bogat opus koji se odlikuje romantičnim sadržajem i izrazom. Skladao je oko 630 solo pjesama na stihove Goethea, Schillera i mnogih drugih pjesnika, zatim djela za vokalne sastave i zborove, te klavirske sonate, komorna djela i simfonije. Njegova scenska glazba i opere pale su u zaborav.
Veći dio života Schubert je proveo u Beču u materijalno skromnim prilikama, a izdržavao se kao učitelj glazbe. Afirmirao se u umjetničkom krugu prijatelja koji su od 1823. priređivali privatne koncerte zvane "Šubertijade", posvećene njegovoj glazbi. Prvi javni koncert na kojem su izvedene isključivo Schubertove skladbe, održan je neposredno pred njegovu smrt, 1828. godine.

## Životopis

### Rani život
Schubert je rođen u Himmelpfortgrundu (danas dio Alsergrunda), predgrađu Beča 31. siječnja 1797. Njegov otac Franz Theodor Schubert, učitelj, bio je sin moravskog seljaka, a njegova majka Elisabeth (rođena Vietz), kćerka šleskog majstora bravara, prije braka radila je kao kućna pomoćnica. Franz Theodor je imao ukupno četrnaestero djece (jedno vanbračno je rođeno 1783), devet je preminulo u dojenačkoj dobi, dok je pet preživjelo. Otac je bio poznat učitelj i njegova škola u Lichtentalu, (dio Bečkog devetog distrikta), bila je dobro ispunjena. Otac nije bio poznati glazbenik niti je imao formalnu glazbenu naobrazbu, ali je sina uspio naučiti neke osnove elemente glazbe
U dobi od šest godina, Schubert je počeo primati redovite instrukcije od oca, a godinu dana kasnije je upisan u očevu školu. U to vrijeme je počela i njegova formalna glazbena naobrazba. Otac ga je nastavio učiti osnovama violine, a brat Ignaz mu je davao poduke iz klavira. U dobi od sedam godina primao je poduku od Michaela Holzera, orguljaša i vođe zbora crkve u Lichtentalu.
Holzerove lekcije čini se sastojale su se od razgovora i divljenja, te se čini da je dječak više koristio imao od poznanstva s kolegama koje upoznao i koji su ga vodili u lokalna skladišta glasovira gdje je mogao vježbati na kvalitetnijim instrumentima. Svirao je i violu u obiteljskom gudačkom kvartetu, s braćom Ferdinandom i Ignazom, dok je otac svirao violončelo. Mnoge od svojih prvih djela za gudački kvartet napisao je za ovaj glazbeni sastav.
Schuberta je 1804. prvi puta primijetio Antonio Salieri, tada vodeći bečki glazbeni autoritet, koji je prepoznao njegove vokalne sposobnosti. U listopada 1808., postao je učenik na "Stadtkonvikt" (carsko sjemenište) preko zborske školarine.
Tu je Schubert upoznao Mozartove uvertire i simfonije. Njegovo iskustvo s tim djelima i različitim jednostavnijim kompozicijama, u kombinaciji s povremenim posjetama operi postavili su osnovu s njegovo veliko glazbeno znanje.
Jedan od važnih glazbenih utjecaja dolazio je od pjesama Johanna Rudolfa Zumsteega, koji je bio važan skladatelj pjesama toga vremena, koje je Schubert htio "modernizirati" (prema navodima Shubertova prijatelja Josepha von Spauna). Schubertovo prijateljstvo sa Spaunom započelo ja na "Stadtkonvikt" i trajalo je čitav život. U tim ranim danima bolje stojeći Spaun opskrbljivao je Schuberta papirom za pisanje glazbe.
U međuvremenu u njegovim skladbama počeo se pokazivati njegov genij. Schubertu su povremeno dopuštali da ravna orkestrom Stadtkonvikta, a Salieri je odlučio privatno učiti ga glazbenu kompoziciju i teoriju. Tijekom boravka u Stadtkonviktu napisao je velik broj glazbenih djela od kojih su poznatija "Kyrie" (D. 31) i "Salve Regina" (D. 27), uz oktet za puhačke instrumente (D. 72/72a, komemoracija majčine smrti 1812.), kantatu za gitaru i muški glas (D. 110, u čast očeva rođendana 1813.), i svoju prvu simfoniju (D. 82).

### Učitelj u očevoj školi
Na kraju 1813, napustio je Stadtkonvikt, i vratio se kući na studij u "Normalhauptschule" gdje je učio da postane učitelj. Godine 1814. počinje raditi u očevoj školi s najmlađim učenicima.  Tijekom dvije godine rada kao učitelj, i dalje je nastavio privatnu poduku o kompoziciji kod Salieria. Salieri ga je naučio o glazbi više nego svi ostali. Rastali su se 1817.
Godine 1814., Schubert je upoznao mladu sopranisticu Therese Grob, kćerku lokalnog proizvođača svile i za njen glas napisao nekoliko liturgijskih dijela (najpoznatija "Salve Regina" i "Tantum Ergo"). Therese je bila solistica na premijeri prve mise (D. 105) u rujnu 1814. Schubert ju je htio oženiti, ali je bio spriječen strogim zakonima o braku iz 1815. koji su zahtijevali od mladoženje da dokaže kako ima sredstva za uzdržavanje obitelji. U studenom 1816., nakon što nije dobio posao u Ljubljani, Schubert je Theresinom bratu Heinrichu poslao zbirku pjesama.
Jedna od najproduktivnijih Schubertovih godina bila je 1815. u kojoj je skladao preko 20000 taktova glazbe, od čega je više od polovice bilo za orkestar, uključujući i devet crkvenih djela, simfoniju i oko 140 pjesama (nje. "Lieder"). Upoznao je i Anselma Hüttenbrennera i Franza von Schobera koji će mu postati doživotni prijatelji. S Johannom Mayrhoferom ga je upoznao Spaun 1814.

### Potpora prijatelja
Značajne promjene dogodile su se u Schubertovom životu 1816. Schober student iz dobrostojeće obitelji pozvao je Schuberta da se useli u kuću njegove majke. Prijedlog je došao u vrijeme kada je odbijen za radno mjesto u Ljubljani i kada je odlučio da neće raditi u očevoj školi. Do kraja godine postao je gost u Schoberovom domu. Pokušavao je povećati prihode davajući glazbene instrukcije, ali je brzo odustao i posvetio se skladanju. Veći dio djela iz tog vremena je neobjavljen ali su rukopisi i kopije kružile među prijateljima i štovateljima.
Rano 1817., Schober je predstavio Schuberta Johannu Michaelu Voglu, uglednom baritonu dvadeset godina starijem od Schuberta. Vogl za kojega će Schubert napisati brojne pjesme postao je jedan od glavnih promicatelja Schubreta u bečkim glazbenim krugovima. Upoznao je i Josepha Hüttenbrennera (brat Anselma), koji je također imao važnu ulogu u promicanju Schubertove glazbe. Ove osobe i brojan krug prijatelja i glazbenika, kasnije će postati zaslužni za promicanje, skupljanje i nakon njegove smrti očuvanje njegove glazbe.
Kasno 1817. Schubertov otac dobio je novo radno mjestu u školi u Rossau (nedaleko od Lichtentala). Schubert se pridružio ocu i nevoljko se posvetio učiteljskim dužnostima. Rano 1818. odbijeno mu je članstvo u uglednoj "Gesellschaft der Musikfreunde", nešto što bi mu unaprijedilo glazbenu karijeru. Ipak njegov rad postao je sve zapaženiji u tisku i njegova prva izvedba sekularnog djela, uvertira izvedena u veljači 1818., doživjela je pohvale bečkih novina i novina iz inozemstva.
Schubert je proveo ljeto 1818. kao učitelj glazbe u obitelji Johanna Karla Esterházyata u njegovom dvorcu u Zseliz (tada Austrija, danas Želiezovce, Slovačka). 
Učio je sviranje klavira i pjevanje njegove dvije kćerke Marie i Karoline, za relativno dobru plaću. Posao mu nije oduzimao previše vremena te je tijekom boravka skladao. U to vrijeme je napisao svoju svjetski poznatu skladbu Vojnu koračnicu broj 1. u D-duru. Predah u Zselizu doveo je do nastavka skladanja za duet klavira.
Tijekom ranih 1820-ih, Schubert je bio dio skupine umjetnik i studena koji su se međusobno družili. Uzak krug prijatelja pretrpio je težak udarac kada je austrijska policija, oprezna na bilo kakva okupljanja i aktivnosti mladih nakon francuske revolucije i napoleonskih ratova, Schuberta i neke njegove prijatelje uhitila.
Jedan od Schubertovih prijatelja, Johann Senn, osuđen je na godinu dana zatvora i trajno mu je zabranjen ulazak u Beč, dok su ostala trojica i Schubert strogo opomenuti. Iako Schubert nikad više nije vidio Senna, uglazbio je neke njegove poeme ("Selige Welt" i "Schwanengesang"), što je možda dovelo do svađe s Mayrhoferom s kojim je stanovao u to vrijeme.

### Glazbena zrelost
Djela iz 1819. i 1820. pokazala su značajan napredak u razvoju zrelosti i stila. Nedovršeni oratorij "Lazarus" (D. 689) započet je u veljači; nakon čega su slijedili, usred brojnih manjih djela, 23. Psalam (D. 706), "Gesang der Geister" (D. 705/714), "Quartettsatz" u C molu (D. 703), i "Fantazija u C-duru" ("Wanderer Fantasy") (D. 760). Od značaja je i uprizorenje dvije Schubertove opere 1820: "Die Zwillingsbrüder" (D. 647) 14. lipnja i "Die Zauberharfe" (D. 644) 21. kolovoza. Njegove veće glazbene skladbe (osim njegovih misa) izvodio je samo amaterski orkestar u Gundelhof, skupina koja je izrasla iz zabava kvarteta u njegovom domu. Počeo je zauzimati sve prominentniji položaj, obraćajući se širem krugu publike. Izdavači nisu obraćali pažnju na njega, jedino je Anton Diabelli nevoljko pristao tiskati neka od njegovih djela. 
Tako je tiskano prvih sedam brojeva opusa (sve pjesme), nakon čega je suradnje prestala. Situacija se poboljšala u ožujku 1821. kada je Vogl otpjevao "Der Erlkönig" na koncertu koji je bio izuzetno dobro primljen. Taj mjesec Schubert je skladao varijaciju valcera Antona Diabellia (D. 718), i bio jedan od pedeset kompozitora koji su pridonijeli dijelu "Vaterländischer Künstlerverein" (antologija koja sadrži i 81 varijaciju za klavir, na teme djela Diabellija koje su skladali 51 austrijski glazbenik toga vremena).
Produkcija dvije opere usmjerila je Schubertovu pažnju na pozornicu, ali je zbog niz razloga bila gotovo potpuno neuspješna. Sveukupno producirao je sedamnaest djela za pozornicu, sva neuspješno te su bila brzo zaboravljena.
Godine 1822. "Alfonso und Estrella" je odbijena djelomično zbog libreta. "Fierrabras" (D. 796) je odbijena u jesen 1823. velikim dijelom zbog popularnosti Rossinija i talijanskog stila opere i neuspjeha Carl Maria von Weberove "Euryanthe". "Die Verschworenen" ("Urotnici", D. 787) je zabranjena od strane cenzora (navodno na temelju naslova), i "Rosamunde" (D. 797) je povučena nakon dvije noći, zbog loše kvalitete predstave za koju je Schubert napisao glazbu.
Godine 1822. upoznao je njemačkog skladatelja Carl Maria von Weber i Beethovena, ali iz tih poznanstava nije se puno izrodilo.

### Kasne godine i remek-djela
Iako preokupiran pozornicom i kasnije svojim službenim dužnostima, Schubert je i u tim godinama pronašao vremena za pisanje velikog broja kompozicija. Završio je "Misu br. 5" (D. 678), a 1822. započeo je rad na djelu koje najviše pokazalo njegovu zrelu osobnu glazbenu viziju, VIII. simfonija u h-molu, "Nedovršena Simfonija". Razlog zašto ju je ostavio nedovršenom i danas je nepoznat, te je predmet rasprava stručnjaka. Godine 1823. Schubert, uz "Fierrabras", piše i prvi ciklus pjesama "Die schöne Müllerin" (D. 795), na poeme njemačkog pjesnika Wilhelma Müllera. Tijekom te godine piše i pjesmu "Du bist die Ruh" (D. 776).
Godine 1824. piše varijacije za flautu i klavir na pjesmu "Trockne Blumen", iz ciklusa "Die schöne Müllerin" i nekoliko gudačkih kvarteta. Piše i "Arpeggione Sonata" (D. 821), u vrijeme kada je trajala manja pomama za "arpegionne" (instrument sličan gitari). U proljeće te godine piše "Oktet u F-duru" (D. 803), a u ljeto se vraća u Zseliz. Ondje ga privlački mađarski glazbeni idiom i piše "Divertissement à la hongroise" (D. 818) za duet glasovira i "Gudački kvartet u a-molu" (D. 804). Navodno se tada uzaludno zaljubio u svoju učenicu, groficu Karoline Eszterházy, ali je samo jedno djelo posvetio njenom imenu "Fantazija u f-molu" (D. 940) za duet glasovira.
Neuspjesi prošlih godina, kompenzirali su se prosperitetom i srećom tijekom 1825. Strah od siromaštva je zaboravljen i proveo je ugodne ljetne praznike u Gornjoj Austriji, gdje je prihvaćen s entuzijazmom. Od 1826. do 1828., živio je u Beču i skladao, osim kratkog posjeta Grazu 1827.

### Bolest i smrt
Usred kreativne aktivnosti njegovo zdravlje se je narušilo. Službeni razlog smrt bila je tifoidna groznica, iako su iznesene i druge teorije, od kojih je jedna da je bio u tercijarnoj fazi sifilisa. Kasno u ljeto 1828. posjetio je dvorskog liječnika Ernsta Rinna, koji je potvrdio njegove sumnje da je neizlječivo bolestan te da će vjerojatno ubrzo umrijeti. Neki od simptoma koje je imao upućuju na trovanje živom, koja se u to vrijeme koristila kao lijek za sifilis. Na početku studenoga ponovno se razbolio. Osjećao je glavobolje, groznicu, imao otečene zglobove i povraćao. Schubert je preminuo u Beču u dobi od 31. godine, 19. studenoga 1828. u stanu svoga brata Ferdinanda. Zadnje glazbeno djelu koje je želio čuti bio je Beethovenov Gudački kvratet br. 14 u cis-molu, Op. 131. U skladu s vlastitim željema pokopan je kraj Beethovena, čovjeka kojemu se divio na seoskom groblju u Währingu.
Godine 1872. u bečkom parku Stadtpark, podignut je memorijal Franzu Schubertu. Godine 1888., oba groba, i Schubertov i Beethovenov su premještena u središnje bečko groblje "Zentralfriedhof", gdje se nalaze pokraj grobova Johanna Straussa II. i Johannesa Brahmsa. Groblje u Währingu pretvoreno je 1925. u park, nazvan Schubert Park, a bivši grob mu je označen bistom.

## Komemoracije
Godinu 1897., 100. obljetnicu Schubertova rođenja, glazbeni svijet je obilježio festivalima i glazbenim izvedbama posvećenim njegovoj glazbi. U Beču je održano deset dana koncerata, a Car Franjo Josip I. održao je govor u kojem priznaje Schuberta kao stvaratelja umjetničke pjesme i jednog od austrijskih najdražih sinova. U Karlsruheu održana je prva produkcija njegove opere "Fierrabras". Godine 1928. Schubertov tjedan održan je u Europi i SAD-u, kako bi označili sto godina skladateljeve smrti. Schubertova djela izvođena su u crkvama, koncertnim dvoranama i emitirana na radio-postajama. Održano je u njegovu čast i natjecanje s glavnom nagradom od 10000 USD pod pokroviteljstvom "Columbia Phonograph Company". Pobijedio je švedski skladatelj Kurt Atterberg sa šestom simfonijom